# Музей Эрнста Барлаха
Музей Эрнста Барлаха (также Мемориальный музей Барлаха; нем. Ernst Barlach Haus — Stiftung Hermann F. Reemtsma) — художественный музей в районе Отмаршен (Othmarschen) города Гамбург; расположен в парке Йенишпарк и посвящен художнику-экспрессионисту Эрнсту Барлаху. В музее представлена постоянная коллекция работ Барлаха; здесь также проводятся временные выставки других экспрессионистов. Основателем музея являлся промышленник Герман Реемтсма, лично знакомый с Барлахом и владевший значительным собранием работах художника, подвергавшегося гонениям в период борьбы национал-социалистов с «дегенеративным искусством». Музей расположен в собственном здании, построенном к 1962 году по проекту архитектора Вернера Каллморгена.

## История
Предприниматель Герман Реемтсма впервые посетил мастерскую Эрнста Барлаха в Гюстрове в 1934 году — их познакомил художник Хуго Кёртцингер (Anton Hugo Körtzinger, 1892—1967). После данной встречи Реемтсма начал собирать коллекцию работ Барлаха. Предпринимателю удалось защитить свою коллекцию от национал-социалистов в период, когда многие работы Барлаха были уничтожены, а самому художнику запретили выставляться и работать. В год смерти Барлаха, в 1938, Реемтсма приобрел 20 его скульптур и около ста рисунков. В 1950-х годах Реемтсма основал художественный фонд.
Незадолго до своей смерти Реемтсма заказал строительство здания для Музей (Дома) Эрнста Барлаха. Функциональное здание с плоской крышей было построено в 1961 году — проект был создан гамбургским архитектором Вернером Каллморгеном (1902—1979). Отделочные работы были завершены в 1962 году, уже после смерти основателя фонда, а торжественное открытие состоялось в октябре 1962 года. Выставочные залы сгруппированы вокруг внутреннего двора, в котором установлены бронзовые скульптуры Барлаха. Первым куратором музея стал Хуго Зикер. В 1995—1996 годах здание было расширено за счет дополнительного выставочного зала для временных выставок, а внутренний двор был покрыт сводчатой стеклянной крышей. Фонд Германа Ремтсма продолжает поддерживать работу музея, в котором представлено более 140 пластических работ — в том числе 30 деревянных скульптур — и 400 рисунков Барлаха. Кроме того, здесь же хранится и почти полная коллекция его гравюр. В музее создана библиотека с литературой о Барлахе и его времени.